# Anoplodactylus robustus
Anoplodactylus robustus is een zeespin uit de familie Phoxichilidiidae. De soort behoort tot het geslacht Anoplodactylus. Anoplodactylus robustus werd in 1881 voor het eerst wetenschappelijk beschreven door Dohrn. 